# ビッグクランチ

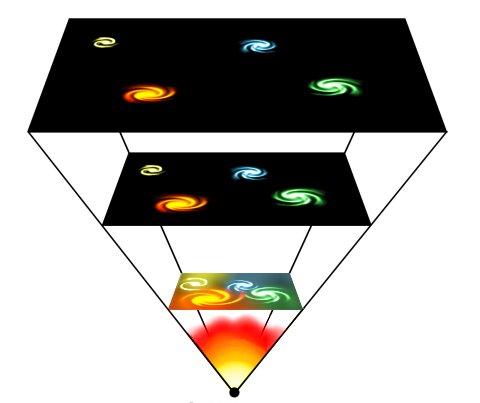
ビッグクランチ

ビッグクランチの予想されるアニメーション

ビッグクランチ（Big Crunch）とは、予測される宇宙の終焉の一形態である。現在考えられている宇宙モデルでは、宇宙はビッグバンによって膨張を開始したとされているが、宇宙全体に含まれる質量（エネルギー）がある値よりも大きい場合には、自身の持つ重力によっていずれ膨張から収縮に転じ、宇宙にある全ての物質と時空は無次元の特異点に収束すると考えられる。
ただし、プランク長と呼ばれる微小な長さよりも十分に小さくなった宇宙を理論的に取り扱うためには、一般相対性理論に加えて量子力学的効果をとり入れる必要がある。このような理論を量子重力理論と呼ぶが、2020年時点では完全な量子重力理論はまだ構築されていないため、ビッグクランチによって何が起こるかを物理学的に記述することはできていない。ビッグクランチの後、「振動宇宙」(Oscillatory universe) として再び宇宙が膨張に転じるかもしれないと考える科学者もいる。
宇宙がビッグクランチを迎えるのか、それとも永遠に膨張を続けるのかについては、以下の2点に依存している。
- 収縮に転じるだけの十分な質量（臨界質量密度）が宇宙に存在するか。
- 宇宙定数と呼ばれる、重力に対抗する斥力の源が存在するか。存在するならばどの程度の大きさなのか。